# Мішель Обама
Міше́ль Лаво́н Ро́бінсон Оба́ма (англ. Michelle LaVaughn Robinson Obama; нар. 17 січня 1964) — американська юристка, Перша леді США з 2009 до 2017 року, в історії США Перша леді-афроамериканка.
Виросла в південній частині Чикаго, штат Іллінойс. Закінчила Принстонський університет і Гарвардську школу права. На початку кар'єри юристки працювала в юридичній фірмі Sidley Austin, де познайомилася з Бараком Обамою. Згодом працювала в неприбуткових організаціях, була заступницею декана зі студентських послуг в Чиказькому університеті та віцепрезиденткою з питань спільноти та зовнішніх справ медичного центру Університету Чикаго. Одружилася з Бараком Обамою 1992 року, народила двох доньок.
Обама взяла участь у передвиборчій кампанії чоловіка на пост президента 2007-2008 року, була доповідачкою під час Національніого з'їзду демократів 2008 року. Також була спікеркою на Національному з'їзді 2012 року. Під час Національного з'їзду демократів 2016 року у Філадельфії виступила з промовою на підтримку кандидатки в президенти від Демократичної партії Гілларі Клінтон.
На посаді Першої леді Мішель Обама була взірцем для наслідування серед жінок і вела просвітницькі кампанії щодо боротьби з бідністю, доступної освіти, важливості правильного харчування, фізичної активності та здорової їжі. Вона підтримувала американських дизайнерів і вважалася іконою моди.

## Сім'я та освіта

### Дитячі роки та походження
Мішель Лавон Робінсон народилася 17 січня 1964 року в Чикаго, штат Іллінойс. Батьки — Фрейзер Робінсон III (1935—1991), працівник міської водонасосної станції й капітан Демократичного округу, і Маріан Шилдс Робінсон (нар. 30 червня 1937 року), секретарка в компанії Spiegel. Її мати була домогосподаркою, поки Мішель не пішла до школи.
Робінсони і Шилдси походять від афроамериканців, які брали участь в американській громадянській війні на Півдні Америки. З боку батька в неї є корені народу Ґалла з  Південнокаролінського регіону Лоукантрі. Її прапрадідусь по батьковій лінії Джим Робінсон народився в рабстві 1850 року на плантації Френдфілд, поблизу Джорджтауна, Південна Кароліна. Після війни його звільнили з рабства, йому тоді було 15 років. Деякі родичі по батьковій лінії все ще проживають у районі Джорджтауна. Її дідусь Фрейзер Робінсон-молодший побудував будинок у Південній Кароліні і з  дружиною Лавон (до шлюбу Джонсон) повернувся до Чикаго після виходу на пенсію.
Прапрапрабабуся Мішель по материнській лінії Мельвінія Шилдс народилася в рабстві у Південній Кароліні, її викупив Генрі Воллс Шилдс, який мав ферму на 200 акрів в окрузі Клейтон, штат Джорджія, біля Атланти. Перший син Мельвінії Дольфус Т. Шилдс був змішаної раси і народився в рабстві близько 1860 року. На основі ДНК та інших доказів 2012 року досліджено, що його батьком був, ймовірно, 20-річний Чарльз Маріон Шилдс, син господаря Мельвінії. Можливо, вони були в тривалих стосунках, оскільки Мельвінія мала ще двох дітей змішаної раси і жила біля Шилдса після звільнення, взявши його прізвище (пізніше змінила).
Мельвінія не розповідала родичам про батька Дольфуса. Дольфус Шилдс з дружиною Алісою переїхали до Бірмінгема, штат Алабама, після громадянської війни. Це прапра- бабуся й дідусь Мішель Робінсон, а бабуся й дідусь переїхали до Чикаго. Інші їх діти переїхали в Клівленд, штат Огайо, в 20-му столітті.
Всі чотири бабусі й дідусі Робінсон мали багаторасових предків, що відбиває складну історію США. За словами цих родичів, люди не говорили про епоху рабства, у якій зростали Далекі предки Мішель Обами мали ірландське, англійське та індіанське коріння. ЇЇ родичем є рабин Каперс Фунни родом із Джорджтауна, Південна Кароліна. Це син сестри її діда Робінсона, двоюрідний брат Мішель по батьковій лінії, приблизно на 12 років старший за неї. Фунни перейшов у юдаїзм після коледжу.
Будинок, де виросла Мішель Робінсон, знаходиться за адресою 7436 Південна Оклід авеню в районі Чикаго Саут-Шор; батьки орендували верхній поверх у її тітки, що мешкала на першому поверсі. За словами Мішель, її виховували «традиційно»: коли «мати вдома, батько працює, і ви разом обідаєте». Її початкова школа була вниз по вулиці. У сім'і любили ігри, як-от монополію, читання, і часто провідували материних і батькових родичів. Вона грала на фортепіано, навчалась гри у тітки, вчительки гри на фортепіано. Робінсони ходили до Об'єднаної методистської церкви Саут-Шор поблизу. Зазвичай відпустку проводили у сільській хатині у Вайт Клауд, штат Мічиган. Мішель та її старший на рік і дев'ять місяців брат Крейг пропустили другий клас, перейшовши одразу в третій.
Батько хворів на розсіяний склероз, і це сильно вплинуло на Мішель у юності. Вона твердо вирішила не бешкетувати і гарно вчитись, як того хотів батько. В шостому класі Мішель перевели в клас для обдарованих дітей початкової школи Брін Маур (пізніше перейменованої в академію Буше). Вона навчалася у чиказькій школі Вітні Янґ, її однокласницею була дочка Джессі Джексона Саніта. Дорога з Саут-Сайду до Ближнього Вест-Сайду, де знаходиться школа, займала три години. Мішель боялася, як сприйме її нове оточення, та будь-який негатив довкола себе використовувала «як пальне, як підтримку». Вона зіткнулась з гендерною дискримінацією, наприклад, коли люди зазвичай запитували думку з тих чи інших питань її старшого брата, а не її. Чотири роки була на дошці пошани, навчалась за ускладненою програмою, входила до Національного Товариства Пошани та була скарбницею Студентської Ради. Закінчила навчання 1981 року з другим найвищим показником балів у класі.

### Освіта і початок кар'єри
За прикладом старшого брата 1981 року вступила до Принстонського університету. Вивчала соціологію та додатково афроамериканські студії. 1985 року отримала ступінь бакалавра мистцетв з відзнакою.
Як пригадує Мішель, деякі з її вчителів у середній школі намагалися відмовити її від подачі заяви, і що її попереджали не «ставити зависокі цілі». Вона вважала, що те, що її брат був випускником — закінчив університет 1983 року, а тоді став працювати баскетбольним тренером в університеті штату Орегон і Браунському університеті — могло допомогти їй при вступі, проте вирішила показати, чого варта, самотужки. За її словами, на першому курсі вона була перевантажена, пояснювала це тим, що її батьки не вчились у коледжі, і що вона ніколи раніше не була у кампусі.
Мати її сусідки по кімнаті європеоїдної раси намагалася (безрезультатно) переселити свою дочку через расу Мішель. Робінсон говорила, що під час перебування в Принстоні вперше усвідомила свою етнічну приналежність, і, попри бажання своїх одногрупників і вчителів спілкуватись, вона все ще почувалась «гостею у кампусі». Існували також економічні класові відмінності. «Я пам'ятаю, що мене шокували студенти коледжу, які їздили на BMW. Я навіть не знала батьків, що їздили б на BMW», — казала вона.
В Принстоні Робінсон долучилася до Третього світового центру (тепер — Центр Карла А. Філдса), академічної та культурної групи, яка підтримувала студентів національних меншин. Вона керувала їхнім денним центром, який також пропонував позаурочне наставництво для старшокласників. Робінсон оскаржила методику викладання французької, оскільки вважала, що має бути більше розмовної практики. Її дипломна робота з соціології називалася «Чорношкірі студенти Принстона та його чорношкіра громада»: для дослідження Мішель розіслала опитувальник афроамериканським випускникам, де питала, коли й наскільки зручно вони почувались через свою расу, перш ніж вступити до Принстона, і як вони відчували себе під час навчання й після нього. З 400 випускників, яким вона надіслала опитувальник, відповіли менш як 90. Вона сподівалась, що, попри навчання в елітному університеті та всі привілеї його колишніх студентів, чорношкірі випускники й далі відчуватимуть себе частиною афроамериканської спільноти, але результати опитування показали, що це не так..
Робінсон продовжила навчатись і 1988 року здобула ступінь докторки юриспруденції (англ. Juris Doctor - J.D.) у Гарвардській школі права. Її біограф Бонд писав, що коли вона вступила на юридичний факультет Гарварду, її впевненість у собі виросла: «Цього разу вона й хвилини не сумнівалась, що заслужила своє місце». Її наставником у Гарвардській школі права був Чарльз Оглітрі, він сказав, що коли Мішель приїхала до Гарварду, вона вже знайшла відповідь на питання, яким переймалась весь час навчання в Принстоні: чи залишиться вона донькою своїх батьків або ж залишить ідентичність, набуту в Принстоні; вона вирішила, що може бути «водночас і успішною і чорною».
У Гарварді Робінсон брала участь у демонстраціях на підтримку працевлаштування професорів-членів меншин. Вона працювала в Гарвардському бюро правової допомоги, де допомагала орендарям з низьким доходом отримати житло. Мішель Обама — третя перша леді з вченим ступенем, перші дві — її попередниці — Гілларі Клінтон і Лора Буш. Пізніше вона сказала, що завдяки освіті отримала можливості, про які навіть не мріяла.

## Політичні кампанії Барака Обами

### Ранні кампанії
В інтерв'ю 1996 року Мішель Обама сказала, що існує «велика ймовірність» того, що її чоловік почне політичну кар'єру, і, що вона «з недовірою» ставиться до цього. Вона розуміла, що їхнє життя ретельно вивчатимуть, а вона — людина непублічна.
Мішель проводила агітацію за свого чоловіка від самого початку його політичної кар'єри: спілкувалася з виборцями та збирала кошти, хоча спочатку робила це неохоче. Коли вона агітувала за Барака на виборах в Палату представників Сполучених Штатів 2000 року, її начальник у Чиказькому університеті запитав, чи хоча би щось в агітації їй подобається; подумавши, вона відповіла, що, відвідавши стільки віталень, підгледіла кілька нових ідей для декорування інтер’єру. Обама була проти того, щоб її чоловік балотувався на посаду в Конгресі, і коли він зазнав поразки, наполягала, що практичнішим для нього буде зайнятися фінансовими потребами сім'ї.

### Президентська кампанія 2008 року
Спочатку Мішель остерігалась можливих негативних наслідків президентської кампанії Барака, як-от її вплив на дочок. За її словами, вона домовилася з Бараком, що підтримає його рішення балотуватися, якщо він кине палити. Про свою роль у президентській кампанії вона казала: «Бути старшою радницею — це не моя робота». Під час кампанії вона обговорювала питання раси та освіти через призму материнства.
У травні 2007 року, через три місяці після того як Барак оголосив, що візьме участь у президентських виборах, Мішель скоротила свої професійні обов'язки на 80%, щоб підтримати його президентську кампанію. На початку кампанії вона брала в ній обмежену участь — лише двічі на тиждень відвідувала політичні події і майже завжди поверталась того ж дня. Та вже з початку лютого 2008 року кількість події за її участі значно зросла: Мішель відвідала тридцять три заходи за вісім днів, кілька разів виступала на «Шоу Опри Вінфрі», писала власні промови для президентскої кампанії сама та читала їх без записок.
Під час кампанії колумніст Кел Томас з Fox News описав Мішель Обаму як «сердиту чорношкіру жінку», і деякі вебсайти намагалися просувати цей образ. Обама казала: «Ми з Бараком вже багато років перебуваємо на очах у громадськості і за цей час ми вже стали „товстошкірими“ [необразливими]. Коли б ти не проводила агітацію, критика буде завжди. Я просто сприймаю це поступово, і в кінці кожного дня розумію, що це природно».
До проведення З’їзду Демократичної партії 2008 року року ЗМІ зауважили, що участь Мішель Обами в передвиборчій кампанії зросла у порівнянні з її початком, що вона більше обговорювала проблеми та спілкувалася з виборцями, аніж кидала їм різного роду виклики, давала інтерв’ю таким шоу, як The View, та журналам, як Ladies' Home Journal, — замість того, щоб з’являтися в програмах новин. Змінився і стиль одягу Обами: вона почала носити більш неформальний одяг, аніж раніше. Участь Обами в шоу The View, частково сплановану для покращення її громадського іміджу, широко висвітлювали у пресі.
Президентська кампанія стала першою появою Обами на національній політичній арені, її вважали найменш відомою серед дружин кандидатів. На початку кампанії вона розповідала анекдоти про сімейне життя Обам, однак, коли преса почала наголошувати на її сарказмі, вона його пом'якшила.
У першу ніч З’їзду Демократичної партії 2008 року Крейг Робінсон представив свою молодшу сестру. Вона виголосила свою промову, під час якої намагалася зобразити себе та свою сім’ю втіленням американської мрії. Обама розказала про свої з Бараком переконання: «Ви наполегливо працюєте задля того, чого хочете в житті, ваше слово — це ваш зв'язок, і ви робите те, про що говорите. Ви ставитеся до людей з гідністю та повагою, навіть якщо ви їх не знаєте і навіть якщо з ними не згодні». Вона також наголосила на тому, що любить свою країну, — ймовірно, відповівши на критику своїх попередніх слів, що вона «вперше почувається гордою за свою країну» (це твердження пізніше розцінили як «політичний гаф»). Загалом її промову добре сприйняли, вона отримала переважно схвальні відгуки. Опитування Rasmussen Reports показало, що її прихильність серед американців досягла 55%, що було найвищим для неї показником.
В ефірі 6 жовтня 2008 року Ларрі Кінг запитав Обаму, чи пройшов американський електорат ефект Бредлі. Вона підтвердила це і сказала, що перемога її чоловіка в номінації є досить сильним показником цього. Того ж вечора у неї взяв інтерв’ю Джон Стюарт у The Daily Show, де вона відхилила критику свого чоловіка та його кампанії. У програмі Fox News «America's Pulse» Е. Д. Хілл згадав удар кулачками Мішель та Барака в ніч, коли він став кандидатом у президенти від Демократичної партії, описавши це як «удар кулаком терористів». Хілла зняли з ефіру, а шоу було скасовано.

## Перша Леді
У вересні 2012 року Мішель Обама виголосила емоційну промову на Конвенції Демократичної партії, де її чоловіка Барака Обаму було висунуто в Президенти США на другий термін. Промова розчулила Барака, він не стримав сліз.
«Я не думала, що це можливо… але тепер я люблю свого чоловіка навіть більше, ніж 4 роки тому, навіть більше, ніж 23 роки тому, коли ми познайомилися. Я люблю, що він ніколи не забуває, з чого починав. Я люблю, що ми можемо вірити Бараку, що він зробить те, що збирається робити, навіть коли це важко — особливо, коли це важко. Я люблю в Бараку те, що для нього нема таких речей, як „ми“ та „вони“ — він не звертає уваги чи ти демократ, чи республіканець, чи не той і не інший. Він знає, що всі ми любимо свою країну. І він завжди готовий вислухати добрі ідеї. Він завжди шукає найкраще в кожному, кого зустрічає.»

## Відзнаки
Мішель Обама визнано найвпливовішою жінкою світу. Стала також впливовим юристом 2010 року за рейтингом журналу Forbes.